# Diegtiarka (Kraj Ałtajski)
Diegtiarka (ros. Дегтярка) – wieś w Rosji, w Kraju Ałtajskim, w Niemieckim Rejonie Narodowym. W 2010 liczyła 1430 mieszkańców.